# Alex D. Linz
Alexander David Linz (sinh ngày 3 tháng 1 năm 1989) là một cựu diễn viên nhí người Mỹ, từng tham gia một số bộ phim và chương trình truyền hình cuối thập niên 1990 và đầu thập niên 2000. Các vai diễn nổi bật trong phim của anh bao gồm Home Alone 3 (1997) và Max Keeble's Big Move (2001).

## Đầu đời
Linz sinh ra ở Santa Barbara, California, con trai của Deborah Baltaxe, một luật sư và Tiến sĩ Daniel Linz, giáo sư truyền thông tại Đại học California, Santa Barbara. Khi bố mẹ anh ly dị, anh chọn sống với mẹ. Anh có hai em gái tên là Lily Alice và Livia. Linz là người Do Thái, và đã có một buổi lễ Bar Mitzvah.

## Sự nghiệp
Linz xuất hiện lần đầu tiên vào năm 1995 trong một tập của bộ phim truyền hình Cybill. Sau đó, anh xuất hiện trong một số tác phẩm truyền hình, như vai diễn Phillip Chancellor IV trong vở kịch xà phòng The Young and the Restless năm 1995 trong một thời gian ngắn, và được chọn vào vai con trai của nhân vật Michelle Pfeiffer trong bộ phim One Fine Day năm 1996. Năm 1997, Linz thay thế Macaulay Culkin trở thành diễn viên chính trong Home Alone 3, và lồng tiếng cho nhân vật Tarzan thời trẻ trong bộ phim hoạt hình năm 1999 và vào vai một cậu bé tên Franklin trong loạt phim trực tiếp/hoạt hình trực tiếp đình đám The Wacky Adventures of Ronald McDonald, được sản xuất bởi Klasky Csupo cho các nhà hàng McDonald tham gia từ năm 1998 đến 2003.
Linz đã có một số vai chính trong các bộ phim thập niên 2000 nhắm đến khán giả nhỏ tuổi, bao gồm Max Keeble's Big Move của Max Keeble năm 2001, trong đó anh đóng vai nhân vật chính, Race to Space năm 2002, nhận được một bản phát hành sân khấu nhỏ, và Hanukkah - được sản xuất cho truyền hình năm 2003 Bộ phim Full-Court Miracle của Disney Channel.

## Sự nghiệp điện ảnh
| Điện ảnh    | Điện ảnh                                     | Điện ảnh                  | Điện ảnh            |
| Năm         | Nhan đề                                      | Vai diễn                  | Ghi chú             |
| ----------- | -------------------------------------------- | ------------------------- | ------------------- |
| 1996        | The Cable Guy                                | Tony                      | Không được ghi nhận |
| 1996        | One Fine Day                                 | Sammy Parker              |                     |
| 1997        | Home Alone 3                                 | Alex Pruitt               | [ 5 ]               |
| 1999        | Tarzan                                       | Tarzan trẻ                | Lồng tiếng          |
| 1999        | My Brother the Pig                           | Freud                     |                     |
| 2000        | Bruno                                        | Bruno Battaglia           |                     |
| 2000        | Titan A.E.                                   | Young Cale Tucker         | Lồng tiếng          |
| 2000        | Bounce                                       | Scott Janello             |                     |
| 2001        | Max Keeble's Big Move                        | Max Keeble                | [ 6 ]               |
| 2001        | Race to Space                                | Wilhelm 'Billy' von Huber |                     |
| 2002        | Red Dragon                                   | Francis Dolarhyde lúc trẻ | Lồng tiếng          |
| 2005        | The Amateurs                                 | Billy                     |                     |
| 2007        | Order Up                                     | Busboy                    |                     |
| 2007        | Choose Connor                                | Owen Norris               |                     |
| Truyền hình |                                              |                           |                     |
| Năm         | Nhan đề                                      | Vai diễn                  | Ghi chú             |
| 1995        | The Young and the Restless                   | Phillip Chancellor IV #6  | 1 tập               |
| 1995        | Cybill                                       | Jason                     | 1 tập               |
| 1995        | Lois & Clark: The New Adventures of Superman | Jesse Stipanovic          | 1 tập               |
| 1995        | Aaahh!!! Real Monsters                       | Son & Little Boy          | 1 tập               |
| 1995        | Step by Step                                 | Howie                     | 1 tập               |
| 1995        | Vanished                                     | Teddy                     | phimtruyền hình     |
| 1996        | The Uninvited                                | Jonathan Johnson          | phimtruyền hình     |
| 2000        | Touched by an Angel                          | Joey Hauk                 | 1 tập               |
| 2000        | ER                                           | Dennis                    | 1 tập               |
| 2001        | The Jennie Project                           | Andrew Archibald          | phim truyền hình    |
| 2001–2002   | Providence                                   | Pete Calcatera            | 20 tập              |
| 2002        | Hey Arnold!                                  | Arnold Shortman           | 2 tập               |
| 2003        | Full-Court Miracle                           | Alex Schlotsky            | phim truyền hình    |
| 2003        | Exit 9                                       | Richie Sommerset          | phim truyền hình    |
| 2004        | Crossballs: The Debate Show                  | PSA Kid                   | 1 tập               |
| 2004        | Jack & Bobby                                 | Hunter                    | 1 tập               |